# Hedriodiscus prasina
Hedriodiscus prasina är en tvåvingeart som först beskrevs av Jaennicke 1867.  Hedriodiscus prasina ingår i släktet Hedriodiscus och familjen vapenflugor. Inga underarter finns listade i Catalogue of Life.